# さいたま市立木崎小学校
さいたま市立木崎小学校（さいたましりつ きざきしょうがっこう）は、埼玉県さいたま市浦和区領家4丁目にある公立小学校。

## 沿革
- 1874年（明治7年）[1]
  - 3月2日 - 領家村（木崎）長覚院に領家村学校を開校。
  - 5月21日 - 領家学校、長覚院を仮校舎として創立、開校式挙行、生徒数は48名であった。
- 1882年（明治15年）11月 - 学区改正に伴い、北足立郡第十九学区領家学校に改称。
- 1885年（明治18年） - 学区の改正により、領家学校が三室学校の分校となる。
- 1889年（明治22年） - 領家学校、三室学校より独立し木崎尋常小学校となる。
- 1892年（明治25年）9月 - 小学校令の改正により、木崎村立木崎尋常小学校と改称。
- 1926年（大正15年）4月 - 本校に高等科を併置し、木崎村立木崎尋常高等小学校と改称。
- 1928年（昭和3年）3月 - 校旗・校歌制定（作詞：下山懋、作曲：草川信）
- 1932年（昭和7年）4月1日 - 木崎小学校を浦和第三尋常高等小学校と改称。木崎小学校の本太分校が第一尋常高等小学校の分校となり1933年4月に第五尋常小学校として独立。
- 1941年（昭和16年）4月1日 - 浦和市第三国民学校と改称。
- 1943年（昭和18年）4月1日 - 浦和市木崎国民学校と改称。第一国民学校を浦和国民学校、第二を常盤、第三を木崎、第四を谷田、第五を本太、第八を別所と改称。
- 1947年（昭和22年）4月1日 - 校名を浦和市立木崎小学校と改称。浦和市立北浦和小学校が木崎小を仮校舎として開校。
- 1952年（昭和27年）4月1日 - 浦和市立上木崎小学校が開校し、校区分離。
- 1959年（昭和34年）4月1日 - 浦和市立針ヶ谷小学校が開校し、校区分離。
- 1968年（昭和43年）7月27日 - プール竣工。
- 1975年（昭和50年）4月1日 - 浦和市立道祖土小学校が開校し、校区分離。
- 1977年（昭和52年）4月7日 - 新校舎落成式、体育館起工式。
- 1978年（昭和53年）3月9日 - 屋内運動場落成式。
- 2001年（平成13年）5月1日 - さいたま市誕生により、さいたま市立木崎小学校に改称。

## 通学区域
- さいたま市浦和区[2]
  - 上木崎6丁目（1～16番・26～27番・38番以降）、木崎1丁目（1～8番）・2 - 3丁目・4丁目（1～28番・31番以降）、領家1丁目（4～6番・8～12番・16番以降）・2丁目（8番以降）・3 - 4丁目・5丁目（8番以降）、瀬ヶ崎2丁目（5～12番・17番）・大東1丁目・2丁目（1番・4～11番）、三崎、皇山町

## 交通
- 東日本旅客鉄道（JR東日本）京浜東北線北浦和駅・与野駅から徒歩15分。